# Procerochasmias ruficaudator
Procerochasmias ruficaudator är en stekelart som först beskrevs av Morley 1919.  Procerochasmias ruficaudator ingår i släktet Procerochasmias och familjen brokparasitsteklar. Inga underarter finns listade i Catalogue of Life.